# Louis Rossi
Louis Rossi (Le Mans, 23 giugno 1989) è un pilota automobilistico e pilota motociclistico francese ritiratosi dall'attività agonistica.

## Carriera

### Gli inizi
Corre la sua prima gara nel motomondiale nella stagione 2007 nella classe 125, alla guida di una Honda RS 125 R del team FFM Honda GP 125, come wild card nel GP del Portogallo. Nella stessa stagione prende parte alla gara conclusiva al Mugello della classe 125 del Campionato Italiano Velocità. In sella ad una Honda RS125R termina la gara con un ritiro.

### Classe 125
Nel 2008 corre la sua prima stagione completa sempre in 125 a bordo di una Honda senza ottenere risultati soddisfacenti (miglior risultato 18º in Cina). In questa stagione è costretto a saltare il GP del Portogallo per infortunio e viene sostituito dopo il GP di San Marino; corre però il GP della Comunità Valenciana in sostituzione dell'infortunato Cyril Carrillo, che aveva preso il suo posto nel team.
L'anno successivo corre sempre nella 125, ma nel campionato Spagnolo, concludendo la stagione al 5º posto grazie anche a 2 podi. Nel 2010 torna nel motomondiale con una Aprilia RSA 125 del team CBC Corse, con compagno di squadra Jasper Iwema. Ottiene come miglior risultato un quattordicesimo posto in Germania e termina la stagione al 28º posto con 2 punti. Nel 2011 passa al team Matteoni Racing, con compagno di squadra Joan Perelló. Ottiene come miglior risultato un nono posto in Australia e termina la stagione al 17º posto con 31 punti.

### Moto3 e Moto2
Nel 2012 corre nella nuova classe Moto3, ingaggiato dal Racing Team Germany, che gli affida una FTR M312. Il 20 maggio 2012 in occasione del Gran Premio di Francia, ottiene la sua prima vittoria in carriera nella pista della sua città natale. Conclude la stagione all'11º posto con 86 punti.
Nel 2013 passa in Moto2, ingaggiato dal team Tech 3; il compagno di squadra è Danny Kent. Ottiene come miglior risultato un dodicesimo posto in Olanda e termina la stagione al 24º posto con 6 punti. Nel 2014 passa al SAG Team, che gli affida una Kalex Moto2. Ottiene come miglior risultato un decimo posto in Qatar e termina la stagione al 26º posto con 18 punti. Nel 2015 passa al team Tasca Racing, che gli affida una Tech 3 Mistral 610. In questa stagione è costretto a saltare il Gran Premio di Spagna a causa di una frattura alla mano destra rimediata nelle qualifiche del GP. Chiude la stagione al venticinquesimo posto in classifica finale.
Nel 2016 partecipa, come pilota sostitutivo, al Gran Premio d'Italia a Imola nella Superstock 1000 FIM Cup. In questo evento utilizza una Yamaha YZF-R1 del team Pata Yamaha. Chiude la gara al 17º posto non ottenendo punti validi per la classifica finale. Nella stessa stagione ottiene dodici punti classificandosi ventiduesimo nel CEV Moto2.

### Automobilismo
Terminata la carriera nelle due ruote, dal 2023 si dedica alle corse automobilistiche con l'obbiettivo di gareggiare nella 24 Ore di Le Mans. Parallelamente segue i Gran Premi del Motomondiale come commentatore televisivo per Canal+.

## Risultati nel motomondiale
| 2007 | Classe | Moto  |  |  |  |  |  |  |  |  |  |  |    |  |  |    |  |  |  |  | Punti | Pos. |
| ---- | ------ | ----- |  |  |  |  |  |  |  |  |  |  | -- |  |  | -- |  |  |  |  | ----- | ---- |
| 2007 | 125    | Honda |  |  |  |  |  |  |  |  |  |  | NE |  |  | 24 |  |  |  |  | 0     |      |

| 2008 | Classe | Moto  |    |    |    |    |    |    |    |    |    |    |    |    |    |  |  |  |  |    | Punti | Pos. |
| ---- | ------ | ----- | -- | -- | -- | -- | -- | -- | -- | -- | -- | -- | -- | -- | -- |  |  |  |  | -- | ----- | ---- |
| 2008 | 125    | Honda | 25 | 24 | NQ | 18 | 19 | 32 | 25 | 23 | 24 | 22 | NE | 29 | 23 |  |  |  |  | 23 | 0     |      |

| 2010 | Classe | Moto    |    |     |    |     |    |    |    |     |    |    |     |    |     |    |    |    |     |     | Punti | Pos. |
| ---- | ------ | ------- | -- | --- | -- | --- | -- | -- | -- | --- | -- | -- | --- | -- | --- | -- | -- | -- | --- | --- | ----- | ---- |
| 2010 | 125    | Aprilia | 17 | Rit | 21 | Rit | 19 | 19 | 17 | Rit | NE | 14 | Rit | 19 | Rit | 18 | 17 | 17 | Rit | Rit | 2     | 27º  |

| 2011 | Classe | Moto    |    |    |     |    |    |    |    |     |    |    |    |    |     |     |    |   |    |    | Punti | Pos. |
| ---- | ------ | ------- | -- | -- | --- | -- | -- | -- | -- | --- | -- | -- | -- | -- | --- | --- | -- | - | -- | -- | ----- | ---- |
| 2011 | 125    | Aprilia | 15 | 14 | Rit | 13 | 12 | 13 | 30 | Rit | 18 | NE | 15 | 12 | Rit | Rit | NP | 9 | 18 | 10 | 31    | 17º  |

| 2012 | Classe | Moto      |   |     |     |   |   |     |   |     |     |    |    |    |     |   |   |     |    |   | Punti | Pos. |
| ---- | ------ | --------- | - | --- | --- | - | - | --- | - | --- | --- | -- | -- | -- | --- | - | - | --- | -- | - | ----- | ---- |
| 2012 | Moto3  | FTR Honda | 9 | Rit | Rit | 1 | 4 | Rit | 5 | Rit | Rit | NE | 13 | 17 | Rit | 7 | 8 | Rit | 20 | 6 | 86    | 11º  |

| 2013 | Classe | Moto   |     |    |    |    |    |     |    |    |    |    |    |    |    |    |    |     |     |    | Punti | Pos. |
| ---- | ------ | ------ | --- | -- | -- | -- | -- | --- | -- | -- | -- | -- | -- | -- | -- | -- | -- | --- | --- | -- | ----- | ---- |
| 2013 | Moto2  | Tech 3 | Rit | 23 | 24 | 14 | 25 | Rit | 12 | 21 | NE | 23 | 19 | 23 | 19 | 18 | 16 | Rit | Rit | 23 | 6     | 24º  |

| 2014 | Classe | Moto  |    |     |    |     |     |    |    |    |    |    |    |    |    |    |    |    |     |    | Punti | Pos. |
| ---- | ------ | ----- | -- | --- | -- | --- | --- | -- | -- | -- | -- | -- | -- | -- | -- | -- | -- | -- | --- | -- | ----- | ---- |
| 2014 | Moto2  | Kalex | 10 | Rit | 25 | Rit | Rit | 20 | 15 | 28 | 13 | 13 | 16 | 17 | 26 | 20 | 16 | 12 | Rit | 15 | 18    | 26º  |

| 2015 | Classe | Moto   |   |    |     |    |     |    |    |     |     |     |     |    |    |    |    |    |    |    | Punti | Pos. |
| ---- | ------ | ------ | - | -- | --- | -- | --- | -- | -- | --- | --- | --- | --- | -- | -- | -- | -- | -- | -- | -- | ----- | ---- |
| 2015 | Moto2  | Tech 3 | 9 | 22 | Rit | NP | Rit | 20 | 23 | Rit | Rit | Rit | Rit | 27 | 19 | 23 | 20 | 23 | 18 | NP | 7     | 26º  |

| Legenda | 1º posto        | 2º posto            | 3º posto            | A punti      | Senza punti        | Grassetto – Pole position Corsivo – Giro più veloce |
| Legenda | Gara non valida | Non qual./Non part. | Ritirato/Non class. | Squalificato | '-' Dato non disp. | Grassetto – Pole position Corsivo – Giro più veloce |